# Јакуб Брабец
Јакуб Брабец (чеш. Jakub Brabec; 6. август 1992) чешки је професионални фудбалер који тренутно наступа на позицији штопера за Викторију Плзењ и репрезентацију Чешке.
Каријеру је почео 2008. у Викторији Жижков, гдје је провео три године, након чега је прешао у Спарта Праг, гдје је одмах послат у други тим. Послије сезоне у другом тиму, отишао је на позајмицу у Збројовку Брно, гдје је провео једну сезону, а затим се вратио у Спарту, у којој је остао три сезоне. Године 2016. прешао је у Генк, а након двије сезоне, отишао је на позајмицу у Ризеспор. Године 2019. прво је отишао на позајмицу у Викторију Плзењ, а затим је клуб откупио његов уговор.
Прошао је све млађе селекција у репрезентацији, играо је на Европском првенству за играче до 19 и 21 годину, а за сениорску репрезентацију Чешке дебитовао је 2016. након чега је играо на Европском првенству 2020.

## Клупска каријера

### Викторија Жижков
Био је дио младог система Спарте Праг, али је отпуштен на љето 2008, након чега је прешао у Викторију Жижков. У први тим укључен је у сезони 2008/09. док је још увијек био у школи. Одиграо је једну утакмицу у сезони, у поразу 2:0 од Викторије Плзењ, када је дебитовао са 16. година.
У сезони 2009/10. одиграо је 14 утакмица за клуб, који је играо у Другој лиги Чешке; на утакмици против Зенит Часлава, добио је црвени картон у 31. минуту. У сезони 2010/11. играо је на шест утакмица, од чега је на двије био стартер, а Викторија Жижков је завршила на другом мјесту и вратила се у Прву лигу.

### Спарта Праг
У јуну 2011. вратио се у Спарту Праг. Изјавио је да је главни разлог за трансфер тај што за Спарту навија од дјетињства и како би имао боље шансе да учествује у УЕФА такмичењима. У сезони 2011/12. играо је за други тим Спарте у првом дијелу сезоне, док је у другом дијелу, одиграо шест утакмица за први тим. У сезони 2012/13. био је на позајмици у Збројовки Брно, за коју је одиграо 18. утакмица, након чега се вратио у Спарту.
Први гол за клуб постигао је 16. септембра 2013. у побједи од 2:0 на гостовању против Знојма, у осмом колу Прве лиге. У деветом колу, постигао је гол у побједи од 4:1 против Словацкоа. Одиграо је укупно 18 утакмица у лиги и постигао је три гола. На почетку сезоне 2013/14. постигао је гол у побједи од 3:1 против Цволеа, у плеј офу за пласман у Лигу Европе. Био је стандардан у првом тиму, одиграо је свих шест утакмица у групној фази Лиге Европе, а у Првој лиги, одиграо је 23 утакмице и постигао два гола, од чега други у 90. минуту за побједу од 2:1 против Славије Праг.
У сезони 2015/16. постигао је гол у другом колу групне фазе Лиге Европе, у побједи од 2:0 против АПОЕЛ-а, након чега је постигао гол и у петом колу, за побједу од 1:0 против Астерас Триполиса. У четвртфиналу Лиге Европе, постигао је гол у поразу 2:1 на гостовању против Виљареала у првој утакмици, а у реваншу је Виљареал побиједио 4:2 и прошао даље. У лиги, одиграо је 22 утакмице и постигао један гол, за побједу од 2:1 на гостовању против Фастав Злина. У квалификацијама за Лигу шампиона 2016/17, Спарта је у првој утакмици треће рунде ремизирала 1:1 са Стеауом Букурешт кући, након чега је изгубила 2:0 у гостима и испала; на утакмици, добио је црвени картон у 51. минуту, при резултату 1:0. У лиги, одиграо је двије утакмице, након чега је напустио клуб.

### Генк
На дан 31. августа, потписао је четворогодишњи уговор са Генком. За клуб је дебитовао 18. септембра 2016. у поразу 2:0 од Андерлехта кући. На дан 20. октобра, постигао је први гол за клуб, у побједи од 2:0 против Атлетик Билбаоа у трећем колу групне фазе Лиге Европе. Био је стандардан у Лиги Европе, а Генк је испао у четвртфиналу од Селте Виго. У лиги, одиграо је 18. утакмица у регуларном дијелу, а Генк је завршио на осмом мјесту на табели и пласирао се у групну фазу плеј офа за Лигу Европе. У плеј офу, постигао је гол у побједи од 3:1 против Руселара; Генк је завршио на првом мјесту на табели, а у финалу плеј офа, изгубио је 3:1 од Остендеа. У сезони 2017/18. одиграо је 12 утакмица и постигао један гол, за реми 1:1 на гостовању против Гента у 90. минуту.

### Викторија Плзењ
На љето 2018. отишао је на позајмицу у Ризеспор, за који је одиграо 17 утакмица, након чега је, у јануару 2019. отишао на позајмицу у Викторију Плзењ, за коју је одиграо шест утакмица у лиги у другом дијелу сезоне 2018/19. На љето 2019. Плзењ је откупио његов уговор и потписао је трогодишњи уговор са клубом. Први гол за клуб постигао је 27. јула 2019. у побједи од 3:2 против Карвине У сезони 2019/20. био је стандардан, одиграо је 28 утакмица у лиги и постигао један гол. Први гол у сезони 2020/21. постигао је у ремију 3:3 против Прибрама у 31. колу, након чега је постигао голове у поразу 3:1 од Спарте Праг у 32. колу и у побједи од 4:0 против Бањик Остраве у 33. колу. У сезони је одиграо 31. утакмицу и постигао три гола.

## Репрезентативна каријера

### Млада репрезентација
Играо је за све младе селекције репрезентације. Први гол постигао је на трећој утакмици за репрезентацију до 18. година, у поразу 3:1 од Аустрије у пријатељској утакмици у марту 2010.
Током 2009. дебитовао је за репрезентацију до 19. година, у побједи од 4:0 против Малте.
Био је капитен тима на Европском првенству за играче до 19 година 2011, на којем је постигао и први гол за репрезентацију, 23. јула 2011. у побједи од 2:1 против Републике Ирске у групној фази. Чешка је дошла до финала, у којем је изгубила 3:2 од Шпаније на продужетке.
За репрезентацију до 21. године, дебитовао је у јуну 2013. у поразу 3:0 од Аустрије. Играо је на Европском првенству за играче до 21 године 2015, гдје је одиграо све три утакмице у групној фази, а Чешка је завршила на трећем мјесту и испала је са првенства.

### Сениорска репрезентација
За сениорску репрезентацију Чешке дебитовао је 29. марта 2016, у ремију 1:1 на гостовању против Шведске у пријатељској утакмици, када је ушао у игру у 60. минуту умјесто Томаша Сивока. Први гол постигао је 11. октобра 2019. у побједи од 2:1 против Енглеске, у квалификацијама за Европско првенство 2020.
На дан 27. маја 2021. нашао се у тиму за Европско првенство 2020, које је због пандемије ковида 19 помјерено за 2021. На дан 4. јуна играо је у поразу 4:0 од Италије у пријатељској утакмици; одиграо је цијелу утакмицу. На Европском првенству, није улазио у игру у групној фази, а Чешка је у првом колу групе Д побиједила Шкотску 2:0, са два гола Патрика Шика, док је у другом колу ремизирала 1:1 против Хрватске. У трећем колу, изгубила је 1:0 од Енглеске и прошла је даље са трећег мјеста. У осмини финала поново није играо, а Чешка је побиједила Холандију 2:0. У четвртфиналу, у поразу 2:1 од Данске, ушао је у игру у 65. минуту, умјесто Ондржеја Челустке.

## Статистика каријере

### Репрезентација
Ажурирано након утакмице игране 3. јула 2021.
| Репрезентација | Година | Наступи | Голови |
| -------------- | ------ | ------- | ------ |
| Чешка          |        |         |        |
| 2016.          | 3      | 0       |        |
| 2017.          | 6      | 0       |        |
| 2018.          | 5      | 0       |        |
| 2019.          | 3      | 1       |        |
| 2020.          | 3      | 0       |        |
| 2021.          | 2      | 0       |        |
| Укупно         | Укупно | 22      | 1      |

#### Голови за репрезентацију
Ажурирано након утакмице игране 13. октобра 2019.
| ‡ | Гол из пенала |

| Број | Датум             | Локација                    | Противник | Гол за | Коначан резултат | Такмичење                                 |
| ---- | ----------------- | --------------------------- | --------- | ------ | ---------------- | ----------------------------------------- |
| 1.   | 13. октобар 2019. | Стадион Синобо, Праг, Чешка | Енглеска  | 1:1    | 2:1              | Квалификације за Европско првенство 2020. |

## Успјеси

### Клубови
Спарта Праг
- Прва лига Чешке: 2013/14
- Куп Чешке: 2013/14

### Репрезентација
Чешка до 19 година
- Европско првенство до 19 година друго мјесто: 2011